# Telescopio James Clerk Maxwell
El telescopio James Clerk Maxwell (JCMT) es un telescopio submilimétrico situado en el monte Mauna Kea de Hawái, a 4092 m de altura, es el mayor telescopio dedicado específicamente a operar en las regiones submilimétricas del espectro.
Este telescopio toma parte en proyectos para estudiar nuestro sistema solar, el polvo y el gas interestelar o galaxias lejanas.

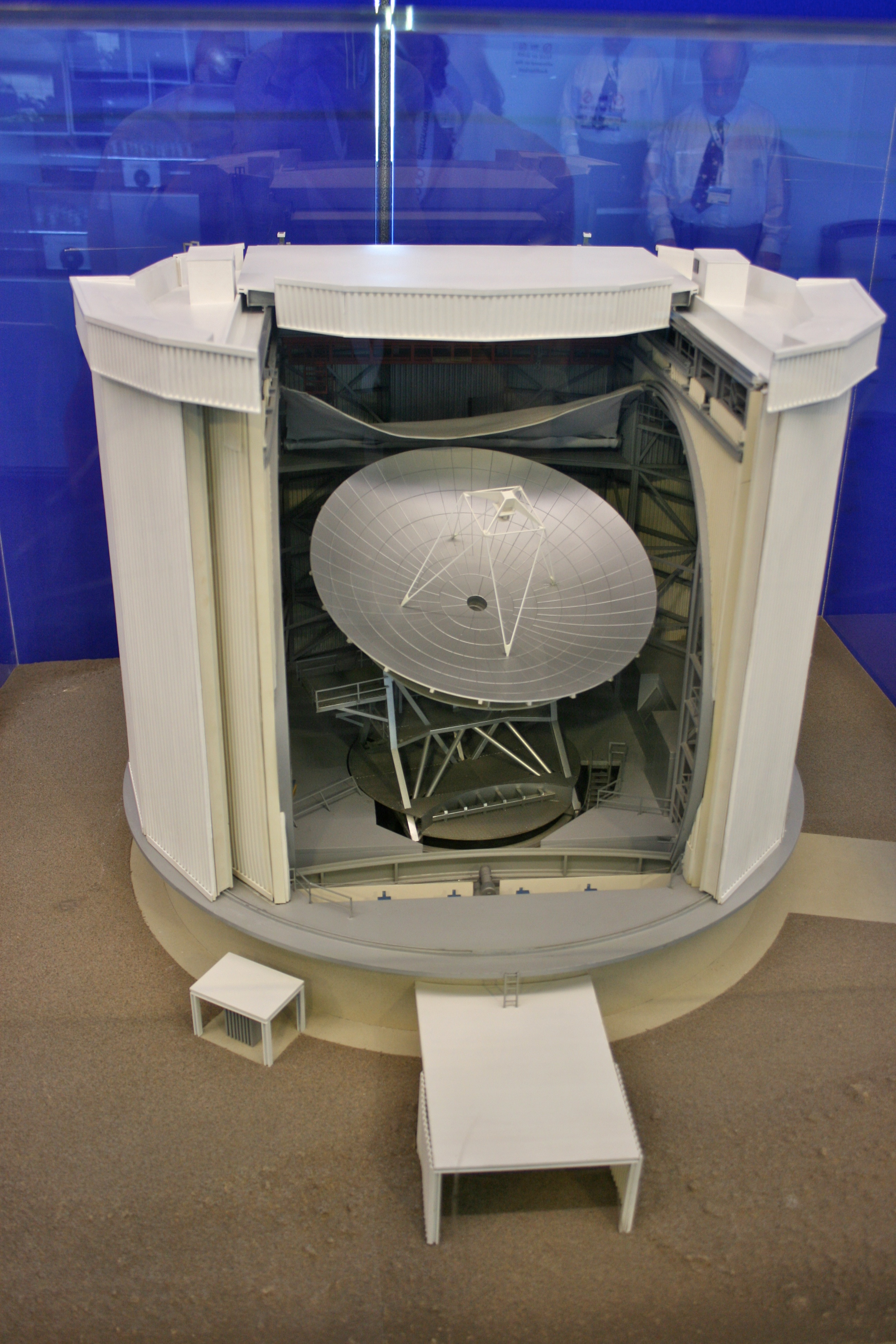
Modelo a escala del radiotelescopio.
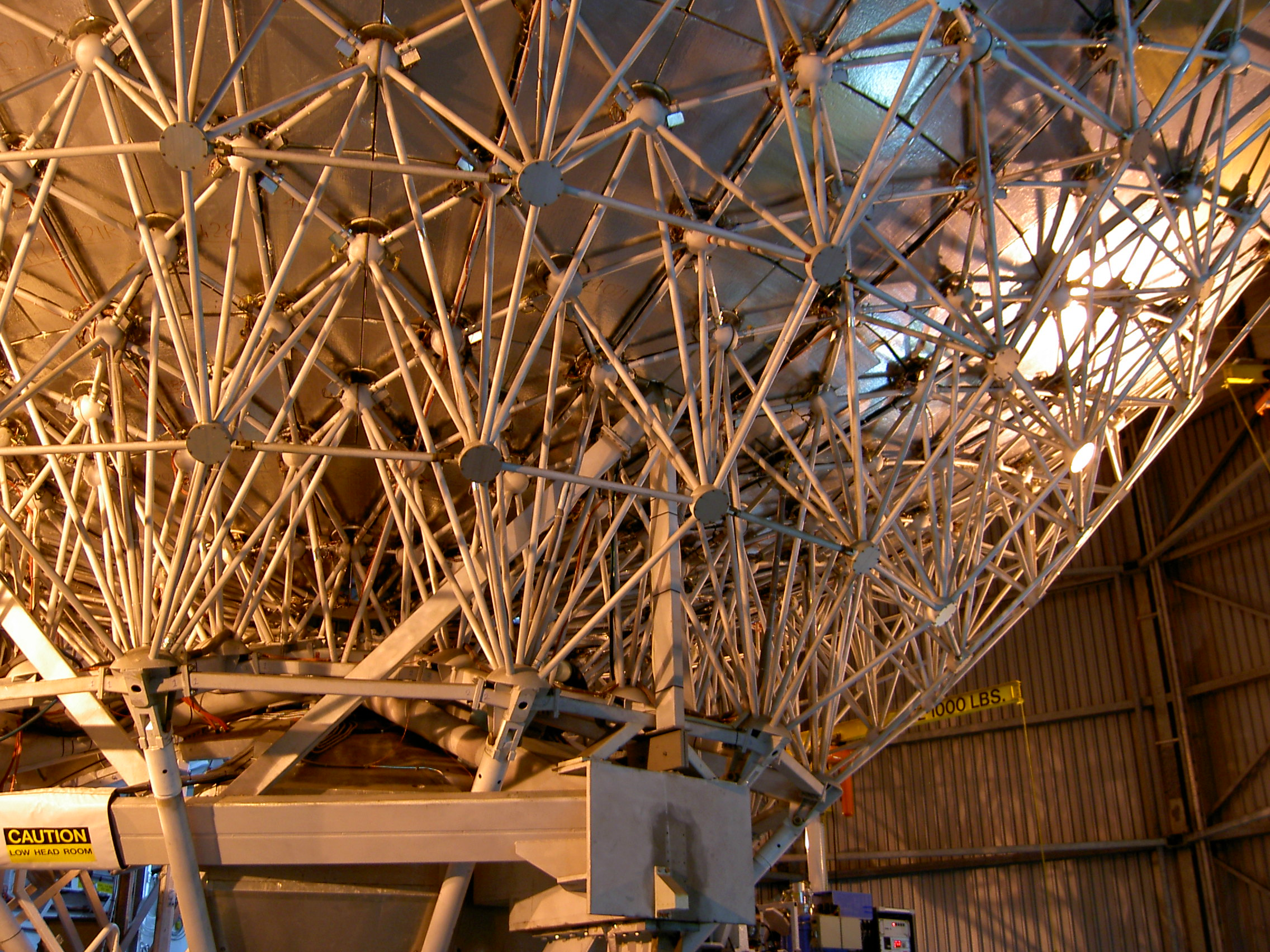
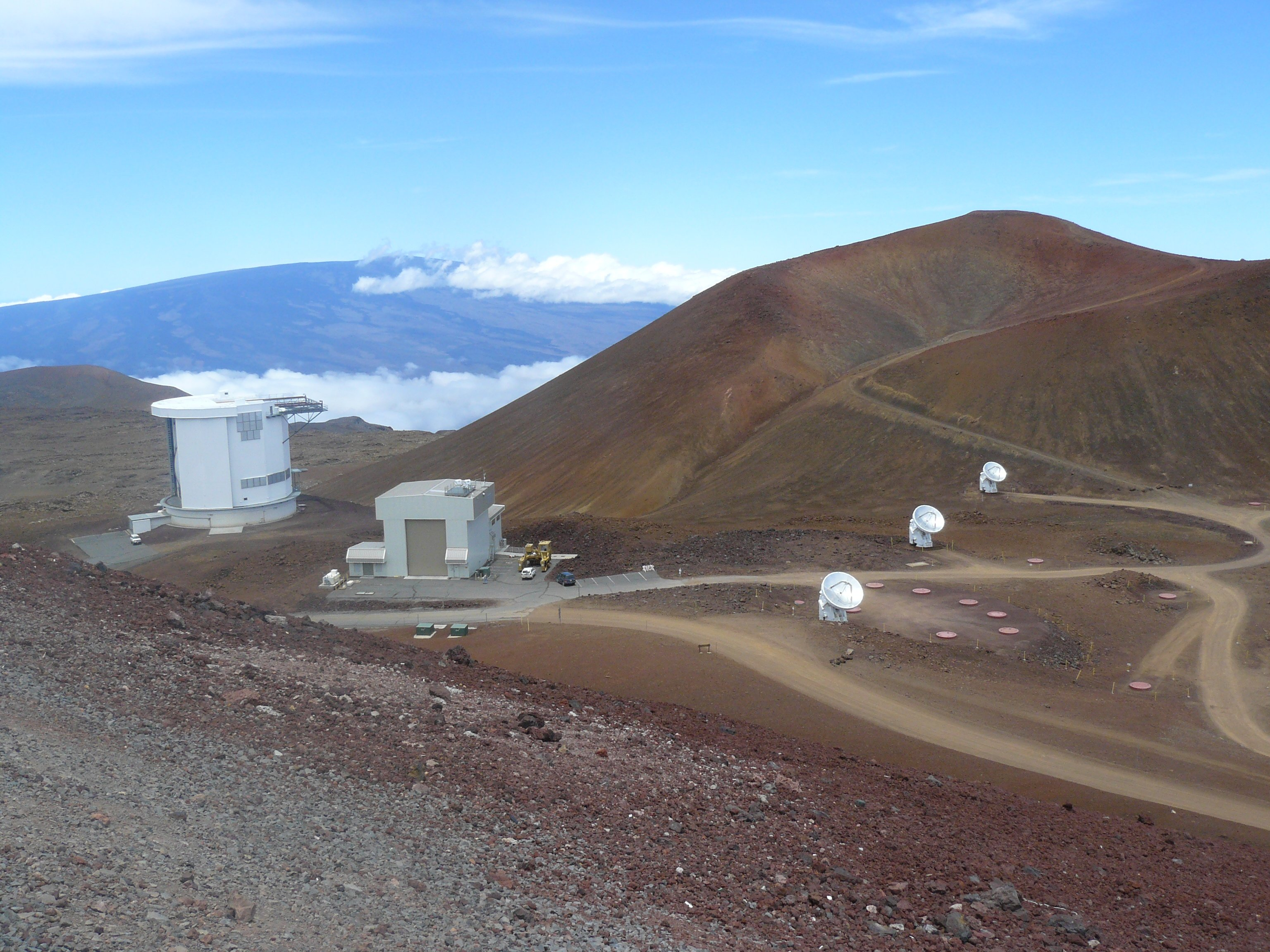
Vista de las instalaciones.